# 威爾馬鎮區 (明尼蘇達州派恩縣)
威爾馬鎮區（英語：Wilma Township）是位於美國明尼蘇達州派恩縣的一個行政鎮區。

## 地方資料
威爾馬鎮區的面積為95.33平方千米，當中陸地面積為94.25平方千米，而水域面積為1.08平方千米。根據2020年美國人口普查的數據，當地共有人口68人，而人口密度為每平方千米0.71人。